# Century Park (metrostation)
Century Park (世纪公园) is een station van de metro van Shanghai, gelegen in het district Pudong. Het station werd geopend op 20 september 1999 en is onderdeel van lijn 2. Century Park is genoemd naar het gelijknamige park, waarnaast het station is gelegen.
Century Park is een van de grootste parken in Shanghai. In het park in een concertpodium aanwezig en bezoekers kunnen tandems of trapauto's huren om mee door het park te gaan.
In de buurt van het station is tevens het Shanghai Science & Technology Museum gevestigd.

## Fotogalerij

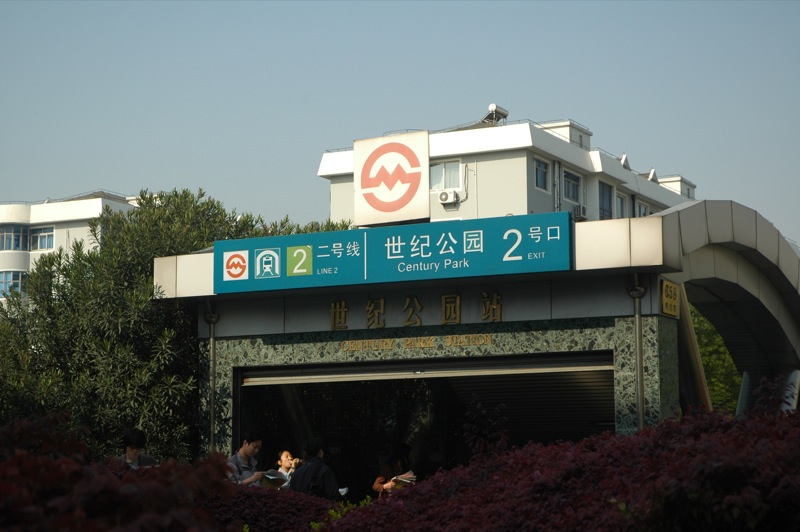
Buitenkant van het station
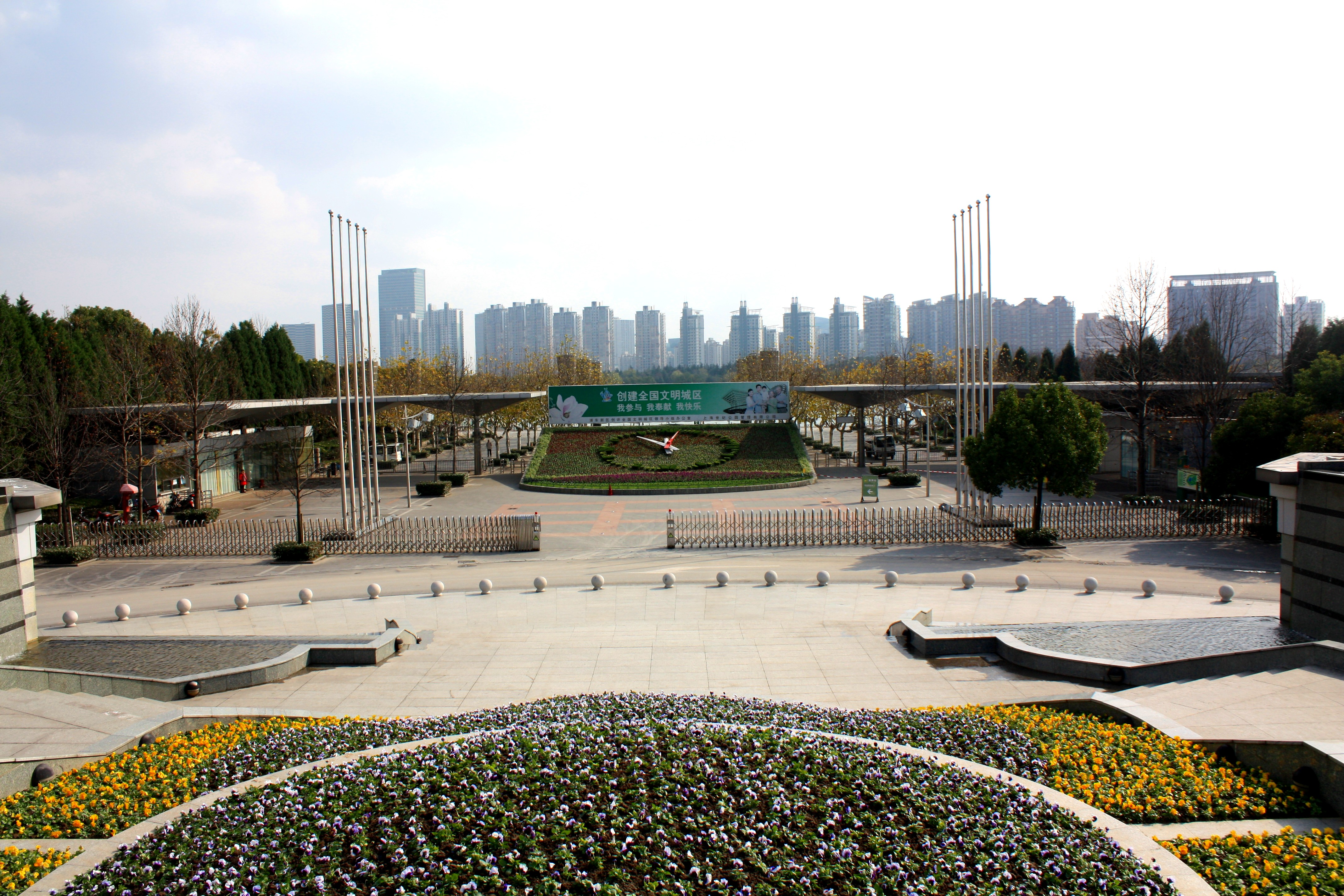
Het naastgelegen park

East Xujing · Station Shanghai Hongqiao · Hongqiao Airport Terminal 2 · Songhong Road · Beixinjing · Weining Road · Loushanguan Road · Zhongshan Park · Jiangsu Road · Jing'an Temple · West Nanjing Road · People's Square · East Nanjing Road · Lujiazui · Dongchang Road · Century Avenue · Shanghai Science & Technology Museum · Century Park · Longyang Road · Zhangjiang Hi-Tech Park · Jinke Road · Guanglan Road · Tangzhen · Middle Chuangxin Road · East Huaxia Road · Chuansha · Lingkong Road · Yuandong Avenue · Haitiansan Road · Pudong International Airport

Lijnen van de metro van Shanghai: 1 · 2 · 3 · 4 · 5 · 6 · 7 · 8 · 9 · 10 · 11 · 12 · 13 · 14 · 15 · 16 · 17 · 18 · Pujiang Line